# Zygimus nigriceps
Zygimus nigriceps är en insektsart som först beskrevs av Carl Fredrik Fallén 1829.  Zygimus nigriceps ingår i släktet Zygimus, och familjen ängsskinnbaggar. Arten är reproducerande i Sverige.